# Comesa votadinii
Comesa votadinii is een rondwormensoort uit de familie van de Ethmolaimidae. De wetenschappelijke naam van de soort is voor het eerst geldig gepubliceerd in 1971 door Warwick.